# Andriejewskaja (obwód rostowski)
Andriejewskaja (ros. Андреевская) – stanica w Rosji, w obwodzie rostowskim, w rejonie dubowskim. W 2021 liczyła 829 mieszkańców.